# 周总理慰问地震灾区纪念处
周总理慰问地震灾区纪念处位于中国河北省邢台市隆尧县莲子镇白家寨村的一处纪念建筑。
1966年3月8日，河北省邢台专区隆尧县发生大地震。白家寨村是当时白家寨公社所在，亦是受灾最重的村庄之一。3月10日下午，时任总理周恩来乘直升机到白家寨视察灾情，慰问群众。直升机在村西北打麦场降落。有2000多名群众和救灾人员，迎接周恩来。周恩来发表即席讲话。
1989年3月，隆尧县人民政府在打麦场树立“周恩来总理慰问地震灾区纪念碑”。周恩来发表讲话的地方则围成小广场，加以保护。同处，还有一块纪念碑——“周总理下机处纪念碑”。中国新闻网、2008年报道提及，当地村民自发在周恩来总理慰问灾区纪念碑前，悼念汶川大地震死难同胞。